# Стронский, Николай Васильевич
Николай Васильевич Стронский (29 апреля (11 мая) 1863 — 2 (15) марта 1917, Кронштадт) — русский военно-морской деятель, генерал-майор флота.

## Биография
Из дворян Херсонской губернии. Сын контр-адмирала Василия Григорьевича Стронского. В службе с 1880 года. В 1882 году окончил Морское училище. Мичман (1883). В 1887—1890 годах служил на крейсере «Дмитрий Донской», затем на эскадренном броненосце «Гангут» (1890—1893). Лейтенант (1891). В 1893—1895 годах служил на шхуне таможенной флотилии «Зоркая», а в 1895—1890 годах снова на «Дмитрии Донском».
В 1900—1901 годах командир роты учебной команды строевых квартирмейстеров; в 1901—1902 командир портового судна «Посыльный». Старший офицер крейсера «Диана» (1902—1903), затем эскадренного броненосца «Ретвизан» (1903—1.01.1904). 1 января 1904 произведен в капитаны 2-го ранга и назначен командиром минного крейсера «Всадник». с 18 апреля по 14 ноября 1904 командовал мореходной канонеркой «Гиляк». После разоружения канонерки с 15 ноября 1904 до конца осады командовал морским дополнительным резервом сухопутной обороны крепости Порт-Артура. 1 января 1905 возвращен из Порт-Артура с отрешением от должности. В 1905—1907 годах командовал минным крейсером «Уссуриец».
В 1907—1909 годах прикомандирован к Главному Морскому штабу. Капитан 1-го ранга (1908). В 1909 году назначен членом комиссии для пересмотра положения о денежном довольствии чинов флота. В 1911—1913 годах помощник командира 1-го Балтийского флотского экипажа по строевой части, с 1913 года командующий 1-м БФЭ. 3 марта 1914 произведен в генерал-майоры флота и назначен командиром 1-го БФЭ.
1 марта 1917 генерал-майор Стронский был схвачен революционными матросами на своей квартире и отконвоирован на Якорную площадь Кронштадта. После издевательств, в тот же день или на следующий, он был заколот штыками в ходе расправы над командным составом Балтийского флота. Несколько дней его тело оставалось во рву, куда матросы свалили десятки трупов убитых офицеров. Разрешение на погребение было дано революционными властями только 8-го числа. Место погребения не установлено. 13.04.1917 исключен из списков умершим. Перезахоронен 03.10.1917 на Новодевичьем кладбище в Петрограде.

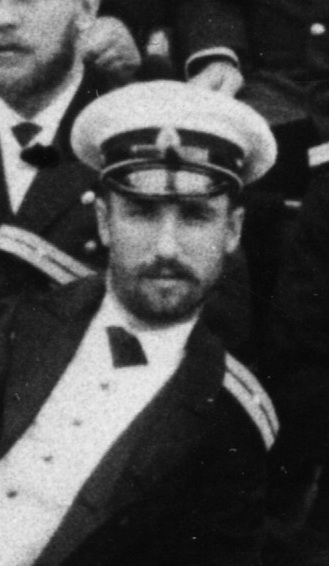
Мичман Стронский

## Семья
Жена: Ольга Павловна N (?—?)
В браке был сын.

## Награды
- Орден Святого Станислава 2-й ст. с мечами (18.06.1904; За отражение атак брандеров на рейд Порт- Артура в ночь на 20.04.1904)
- Орден Святого Владимира 4-й ст. с мечами и бантом (11.10.1904; За сторожевую службу, охрану прохода в Порт-Артур и обстреливание неприятельских позиций)
- Золотая сабля «За храбрость» (12.12.1905; За отличия в делах против неприятеля под Порт-Артуром)
- Орден Святой Анны 2-й ст. с мечами (19.03.1907)
- Орден Святого Владимира 3-й ст. (1913)
- Орден Святого Станислава 1-й ст. (6.12.1915)

Медали и знаки:
- Серебряная медаль в память царствования императора Александра III (1896)
- Серебряная медаль «В память коронации Императора Николая II» (1896)
- Золотой знак «За службу в морской охране» (1902)
- Серебряная медаль в память русско-японской войны с бантом (1906)
- Серебряная медаль Красного Креста «В память русско-японской войны» (1908)
- Золотой знак об окончании полного курса наук Морского кадетского корпуса (1910)
- Светло-бронзовая медаль в память 100-летнего юбилея Отечественной войны 1812 года (1913)
- Светло-бронзовая медаль в память 300-летнего юбилея царствования дома Романовых (1913)
- Нагрудный знак для защитников крепости Порт-Артур (1914)
- Знак 200-летия города Кронштадта (1914)
- Нагрудный знак кавказского военного общества помощи (1914)
- Нагрудный знак памяти 10-летия особого комитета по усилению военного флота на добровольные пожертвования (1914)
- Нагрудный знак Православного Камчатского братства 4-й ст. (1915)
- Светло-бронзовая медаль в память 200-летнего юбилея Гангутской победы (1915)
- Светло-бронзовая медаль «За труды по отличному выполнению всеобщей мобилизации 1914» (1915)

Иностранные:
- Кавалер ордена Почетного легиона (1902)